# Вуллонгонг
Ву́ллонгонг или Уо́ллонгонг (англ. Wollongong [ˈwʊləŋɡɒŋ]) — город на побережье Тасманова моря в штате Новый Южный Уэльс, Австралия.
В городе проживает 292 190 человек (2010). Это 3-й по населению город штата после Сиднея и Ньюкасла, и 9-й в стране.

## История
На месте современного города издавна жили австралийские аборигены, само название Вуллонгонг происходит из их языка. Первый зафиксированный визит европейцев произошёл в 1796 году, среди них были Мэтью Флиндерс и Джордж Басс. В начале XIX века были основаны первые поселения колонизаторов. С середины XIX века основным занятием жителей была добыча угля.
Позже Вуллонгонг стал центром чёрной металлургии, однако в последние годы крупнейший (и единственный) сталелитейный завод Вуллонгонга, принадлежащий корпорации BlueScope Steel, значительно сократил объёмы производства. В настоящее время градообразующим предприятием является Вуллонгонгский университет. В пригороде расположен Порт-Кембла — одна из крупнейших в стране портовых и индустриальных зон.

## География и климат
Вуллонгонг расположен примерно в 80 км к юго-западу от столицы штата Сиднея, у подножья гор Кембла и Кейра. Около города расположено озеро-лагуна Иллаварра.
Климат в городе мягкий, влажный, океанический. Средняя температура зимы +12-+13°С, лета — +21-+22 °С. Осадков (в виде дождя) выпадает 1300—1400 мм в год. Дней в месяц с дождём — от 7-10 зимой до 13-15 летом. Жара летом смягчается постоянным бризом.
| Показатель                    | Янв.  | Фев.  | Март | Апр.  | Май   | Июнь  | Июль | Авг. | Сен. | Окт.  | Нояб. | Дек. | Год    |
| ----------------------------- | ----- | ----- | ---- | ----- | ----- | ----- | ---- | ---- | ---- | ----- | ----- | ---- | ------ |
| Средний суточный максимум, °C | 25,6  | 25,6  | 24,5 | 22,5  | 20,0  | 17,5  | 16,9 | 18,2 | 20,2 | 22,0  | 22,8  | 25,0 | 21,7   |
| Средний суточный минимум, °C  | 17,9  | 18,3  | 16,8 | 14,2  | 11,9  | 9,5   | 8,5  | 8,8  | 10,6 | 12,7  | 14,3  | 16,6 | 13,3   |
| Норма осадков, мм             | 141,5 | 156,4 | 176  | 129,4 | 110,8 | 114,6 | 62   | 92,3 | 67,8 | 104,3 | 116,6 | 95,2 | 1366,9 |
| Источник: World Weather       |       |       |      |       |       |       |      |      |      |       |       |      |        |

## Города-побратимы
- Лунъянь, Фуцзянь, КНР
- Охрид, Республика Македония
- Кавасаки, Япония